# Amomum
Genre
Classification phylogénétique
Amomum est un genre de la famille des Zingibéracées qui comprend environ 300 espèces.

## Description

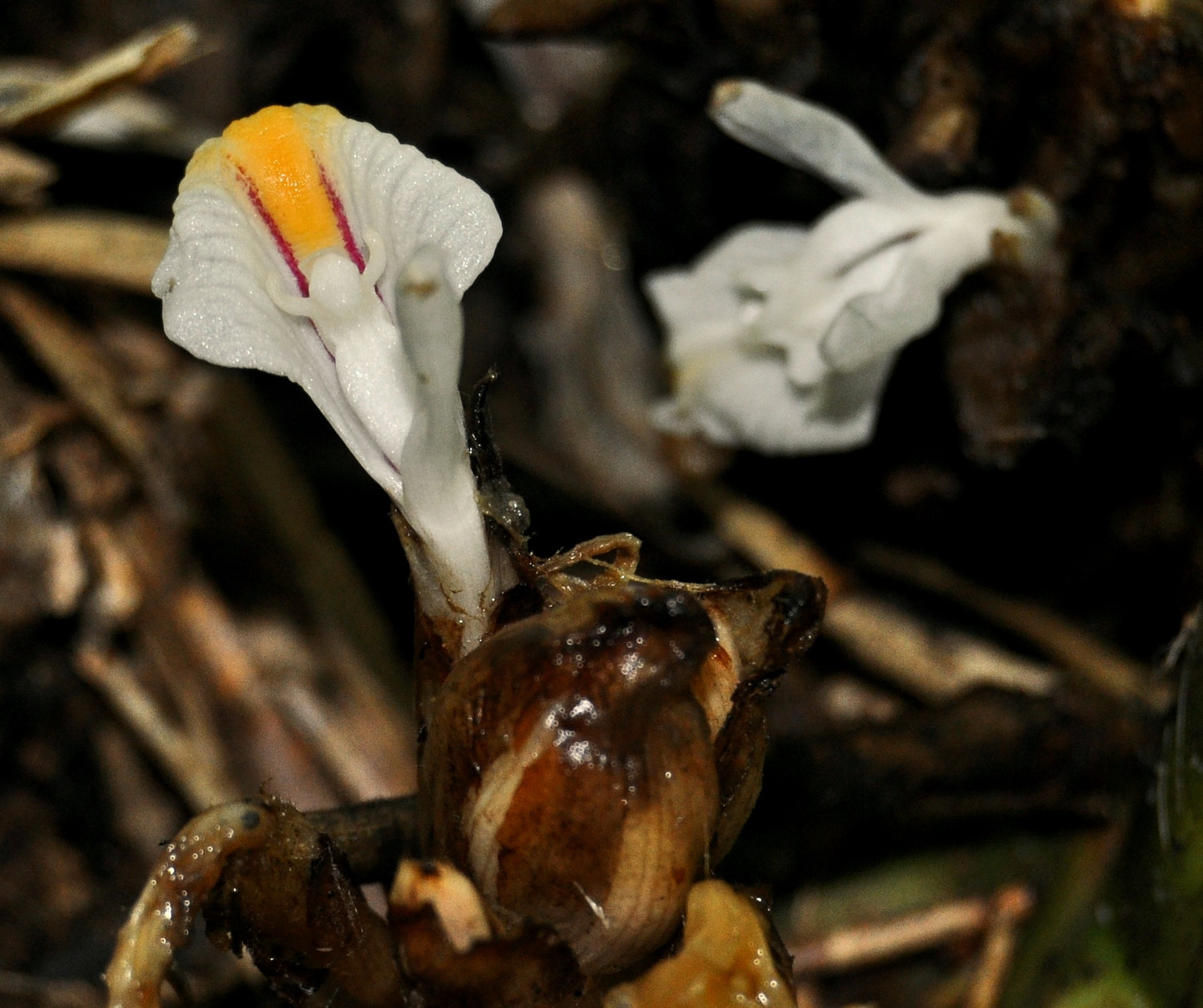
Un exemple de fleur d’Amomum.

Ces plantes possèdent un rhizome à partir duquel pousse une fausse "tige" (en fait, des feuilles imbriquées). Chaque feuille débute par une forme de fourreau participant à la fausse tige, puis se sépare de cette dernière à partir d'une zone visualisée par la présence d'une ligule entière ou à deux lobes. Les feuilles peuvent être oblongues, lancéolées-oblongues ou linéaires.
Chez les Amomum,  l'inflorescence se trouve toujours sur une tige sans feuille de longueur variable, émergeant près de la base des tiges feuillues. Cette inflorescence peut être un épi dense ou une grappe ayant un aspect d'épi ou encore une panicule. Chaque fleur a un calice constitué de sépales soudés en tube s'achevant par trois lobes libres. La corolle est composée de pétales soudés en cylindre ; un des pétales, plus grand que les autres forme une sorte de labelle, généralement jaune ou orange au centre, à bordure blanche et marqué de veines ou taches rouges. L'ovaire comprend trois loges contenant chacune de nombreux ovules superposés. Le style est filiforme et le stigmate généralement petit, cilié et en forme d’entonnoir.
Le fruit est une capsule, à déhiscence irrégulière ou indéhiscente, et à surface lisse, épineuse ou ailée. Les graines sont de forme oblongue ou anguleuse. Elles sont entourées d'une arille membraneuse ou charnue.

## Répartition et habitat
Les Amomum sont répandus dans les régions tropicales principalement en Asie du Sud-Est (Malaisie, Sumatra, Bornéo) et en Australie.

## Dénomination et systématique

### Étymologie
Le nom Amomum vient du mot grec "amomon" qui désignait une épice originaire de l'Inde.

### Synonymes du genre
Les appellations des genres et des espèces de cette famille ont dû, après un foisonnement normal et créatif, être rationalisées. 
Selon (en) World Checklist of Selected Plant Families (WCSP) : Amomum Roxb. (1820)   :
- Pacoseroca Adans., 1763 ;
- Meistera Giseke, 1792 ;
- Paludana Giseke, 1792 ;
- Wurfbainia Giseke, 1792 ;
- Torymenes Salisb., 1812 ;
- Zedoaria Raf., 1838 ;
- Geocallis Horan., 1862 ;
- Cardamomum Rumph. ex Kuntze, 1891 ;
- Conamomum Ridl., 1899 ;
- Paramomum S.Q.Tong, 1985.

### Liste des espèces
Selon World Checklist of Selected Plant Families (WCSP) (12 sept 2011) :

### Espèces aux noms obsolètes et leurs taxons de référence
Selon World Checklist of Selected Plant Families (WCSP) (12 sept 2011) :